# Gastrancistrus compressus
Gastrancistrus compressus is een vliesvleugelig insect uit de familie Pteromalidae. De wetenschappelijke naam is voor het eerst geldig gepubliceerd in 1834 door Walker.